# Серия фильмов
Серия фильмов (англ. film series; movie series) или кинофраншиза (англ. film franchise; movie franchise) — несколько последовательно связанных между собой фильмов, действие которых происходит в одной вымышленной вселенной; либо маркетинговым образом преподносятся как серия.
Иногда киноработа изначально задумывается как многосерийная, например, трилогия «Три цвета»; но в большинстве случаев успех оригинального (первого) фильма вдохновляет продюсеров на создание дальнейших лент. В кинопроизводстве широко распространено такое явление как сиквел (фильм, по сюжету являющийся продолжением оригинального), но в силу ряда причин сиквелы далеко не всегда бывают так же успешны, как первый фильм, поэтому серии фильмов не образуется.

## Серии фильмов по кассовым сборам
Основная статья — Самые кассовые кинофраншизы и серии фильмов.
Сортировка по умолчанию — по столбцу «Кассовые сборы (по всему миру)», по убыванию. Также любой столбец можно отсортировать по возрастанию/убыванию и по алфавиту/в обратном порядке, нажав на заглавие столбца.
| № п/п | Серия                                | Кассовые сборы (по всему миру), долл. США | Кол-во фильмов | Средние сборы фильма, долл. США | Самый успешный фильм серии, долл. США               | Комментарии, ссылки |
| ----- | ------------------------------------ | ----------------------------------------- | -------------- | ------------------------------- | --------------------------------------------------- | --- |
| —     | Кинематографическая вселенная Marvel | 29 640 710 221                            | 32             | 926 272 194                     | Мстители: Финал (2 799 439 100)                     | |
| 2     | Звёздные войны                       | 10 340 762 577                            | 12             | 861 730 215                     | Пробуждение силы (2 071 310 218)                    | |
| 3     | Человек-паук                         | 10 297 743 308                            | 13             | 792 134 101                     | Нет пути домой (1 921 847 111)                      | |
| 4     | Волшебный мир                        | 9 722 499 599                             | 11             | 883 863 600                     | Гарри Поттер и Дары Смерти. Часть 2 (1 342 359 942) | См. тж. Волшебный мир Гарри Поттера. |
| 5     | Джеймс Бонд                          | 7 936 230 585                             | 27             | 293 934 466                     | 007: Координаты «Скайфолл» (1 142 471 295)          | |
| 6     | Мстители                             | 7 777 410 723                             | 4              | 1 944 352 681                   | Мстители: Финал (2 799 439 100)                     | |
| 7     | Форсаж                               | 7 321 036 897                             | 11             | 665 548 809                     | Форсаж 7 (1 515 341 399)                            | |
| 8     | Бэтмен                               | 6 853 328 309                             | 17             | 403 136 959                     | Тёмный рыцарь: Возрождение легенды (1 085 067 637)  | |
| —     | Расширенная вселенная DC             | 6 769 536 202                             | 14             | 483 538 300                     | Аквамен (1 152 028 393)                             | |
| 10    | Люди Икс                             | 6 084 499 891                             | 13             | 468 038 453                     | Дэдпул 2 (785 896 609)                              | |
| 11    | Парк юрского периода                 | 6 083 607 760                             | 6              | 1 013 934 626                   | Мир юрского периода (1 671 537 444)                 | |
| 12    | Средиземье                           | 5 963 964 832                             | 7              | 851 787 703                     | Властелин колец: Возвращение короля (1 147 997 407) | |
| 13    | Трансформеры                         | 5 292 723 016                             | 9              | 588 080 335                     | Тёмная сторона Луны (1 123 794 079)                 | |
| 14    | Аватар                               | 5 243 956 307                             | 2              | 2 621 978 154                   | Аватар (2 923 706 026)                              | По состоянию на апрель 2023 года на экраны вышло лишь два фильма, поэтому называть это «серией фильмов» не совсем корректно. Однако точно известно о ведущейся работе над минимум тремя продолжениями: «Аватар 3», «Аватар 4» и «Аватар 5». |
| 15    | Гадкий я                             | 4 647 796 993                             | 5              | 929 559 399                     | Миньоны (1 159 444 662)                             | Самая успешная серия анимационных фильмов. |
| 16    | Пираты Карибского моря               | 4 524 778 535                             | 5              | 904 955 707                     | Сундук мертвеца (1 066 179 747)                     | |
| 17    | Миссия невыполнима                   | 4 139 186 793                             | 7              | 591 312 399                     | Последствия (791 657 398)                           | |
| 18    | Шрек                                 | 4 019 235 673                             | 6              | 669 872 612                     | Шрек 2 (928 760 770)                                | |
| 19    | Сумерки. Сага                        | 3 378 765 525                             | 5              | 675 753 105                     | Рассвет — Часть 2 (848 593 948)                     | |
| 20    | История игрушек                      | 3 270 361 357                             | 5              | 654 072 271                     | История игрушек 4 (1 073 841 394)                   | |
| 21    | Ледниковый период                    | 3 223 038 216                             | 5              | 644 607 643                     | Эра динозавров (886 686 817)                        | |
| 22    | Голодные игры                        | 2 972 024 969                             | 4              | 743 006 242                     | И вспыхнет пламя (865 011 746)                      | |
| 23    | Холодное сердце                      | 2 787 896 378                             | 2              | 1 393 948 189                   | Холодное сердце 2 (1 453 683 476)                   | На экраны вышло лишь два полнометражных фильма серии, однако сама франшиза имеет огромный размах: аттракционы в Диснейлендах, видеоигры, книги, ледовые шоу, мюзиклы, короткометражные мультфильмы, книги и пр.                             |
| 24    | Тор                                  | 2 710 339 645                             | 4              | 677 584 911                     | Рагнарёк (855 301 806)                              | |
| 25    | Король Лев                           | 2 631 588 671                             | 3              | 877 196 224                     | Король Лев (1 663 075 401)                          | |

## Серии фильмов (и франшизы) по продолжительности
Сортировка по умолчанию — по столбцу «Продолжительность», по убыванию. Также любой столбец можно отсортировать по возрастанию/убыванию и по алфавиту/в обратном порядке, нажав на заглавие столбца.
В целях разумности охвата, в список включены только те серии фильмов, которые длились более 40 лет.
| Франшиза                   | Первый фильм (год выхода)                                     | Последний фильм (год выхода)                                       | Продолжительность    | Кол-во фильмов |
| -------------------------- | ------------------------------------------------------------- | ------------------------------------------------------------------ | -------------------- | -------------- |
| Кинг-Конг                  | Кинг-Конг (март 1933)                                         | Годзилла и Конг: Новая империя (март 2024)                         | 91 год               | 14             |
| Человек-невидимка          | Человек-невидимка (октябрь 1933)                              | Человек-невидимка (февраль 2020)                                   | 86 лет и 3 месяца    | 7              |
| Мумия                      | Мумия (декабрь 1932)                                          | Мумия (июнь 2017)                                                  | 84 года и 5 месяцев  | 19             |
| Микки Маус                 | Фантазия (ноябрь 1940)                                        | Чип и Дейл спешат на помощь (май 2022)                             | 81 год и 6 месяцев   | 17             |
| Бэтмен                     | Бэтмен (июль 1943)                                            | Бэтмен и Супермен: битва Суперсыновей (октябрь 2022)               | 79 лет и 3 месяца    | 17             |
| Лесси                      | Лесси возвращается домой (октябрь 1943)                       | Лесси возвращается домой (ноябрь 2020)                             | 77 лет и 1 месяц     | 12             |
| Супермен                   | Супермен (январь 1948)                                        | Бэтмен и Супермен: битва Суперсыновей (октябрь 2022)               | 74 года и 9 месяцев  | 14             |
| Капитан Америка            | Капитан Америка (февраль 1944)                                | Первый мститель: Противостояние (апрель 2016)                      | 73 года и 2 месяца   | 7              |
| Отец невесты               | Отец невесты (июнь 1950)                                      | Отец невесты (июнь 2022)                                           | 72 года              | 6              |
| Питер Пэн                  | Питер Пэн (февраль 1953)                                      | Питер Пэн и Венди (апрель 2023)                                    | 70 лет и 2 месяца    | 7              |
| Вон Фэйхун                 | История Вон Фэйхуна (1949)                                    | Вон Фэйхун: Возвращение короля (2018)                              | 69 лет               | 123            |
| Отец четверых              | Отец четверых (ноябрь 1953)                                   | Отец четверых и викинги (октябрь 2020)                             | 66 лет и 10 месяцев  | 21             |
| Годзилла                   | Годзилла (октябрь 1954)                                       | Годзилла и Конг: Новая империя (март 2024)                         | 69 лет и 7 месяцев   | 37             |
| Сиско Кид                  | В старой Аризоне (январь 1929)                                | Сиско Кид (февраль 1994)                                           | 65 лет и 1 месяц     | 28             |
| Золушка                    | Золушка (февраль 1950)                                        | Золушка (февраль 2015)                                             | 65 лет               | 4              |
| Алиса в Стране чудес       | Алиса в Стране чудес (июль 1951)                              | Алиса в Зазеркалье (май 2016)                                      | 64 года и 10 месяцев | 3              |
| Спящая красавица           | Спящая красавица (январь 1959)                                | Малефисента: Владычица тьмы (октябрь 2019)                         | 60 лет и 8 месяцев   | 3              |
| 101 далматинец             | 101 далматинец (январь 1961)                                  | Круэлла (май 2021)                                                 | 60 лет и 4 месяца    | 5              |
| Джеймс Бонд                | Доктор Ноу (октябрь 1962)                                     | Не время умирать (сентябрь 2021)                                   | 58 лет и 11 месяцев  | 27             |
| Ультрамен                  | Ультрамен: Монстр (июль 1967)                                 | Ultraman Decker Finale: Journey to Beyond (февраль 2023)           | 55 лет и 7 месяцев   | 47             |
| Школа Святого Триниана     | Красотки из Сент-Триниан (сентябрь 1954)                      | Одноклассницы и тайна пиратского золота (декабрь 2009)             | 55 лет и 2 месяца    | 7              |
| Астерикс                   | Астерикс из Галлии (декабрь 1967)                             | Астерикс и Обеликс: Поднебесная (февраль 2023)                     | 55 лет и 1 месяц     | 16             |
| Мужчине живётся трудно     | Мужчине живётся трудно (август 1969)                          | Тора-сан, жаль, что тебя здесь нет (декабрь 2019)                  | 50 лет и 4 месяца    | 48             |
| Изгоняющий дьявола         | Изгоняющий дьявола (декабрь 1973)                             | Изгоняющий дьявола: Верующий (октябрь 2023)                        | 49 лет и 9 месяцев   | 6              |
| Kamen Rider                | Go Go Kamen Rider (июль 1971)                                 | Новый Камен Райдер (март 2023)                                     | 49 лет и 7 месяцев   | 95             |
| Планета обезьян            | Планета обезьян (февраль 1968)                                | Планета обезьян: Война (июль 2017)                                 | 49 лет и 5 месяцев   | 9              |
| Флинтстоуны                | Человек, которого зовут Флинтстоун (август 1966)              | Флинтстоуны: Борцы каменного века (март 2015)                      | 48 лет и 7 месяцев   | 12             |
| Книга джунглей             | Книга джунглей (октябрь 1967)                                 | Книга джунглей (апрель 2016)                                       | 48 лет и 5 месяцев   | 5              |
| Дзатоити                   | История Дзатоити (апрель 1962)                                | Дзатоити: Последний (май 2010)                                     | 48 лет и 1 месяц     | 26             |
| Шафт                       | Шафт (июль 1971)                                              | Шафт (июль 2019)                                                   | 48 лет               | 5              |
| Техасская резня бензопилой | Техасская резня бензопилой (октябрь 1974)                     | Техасская резня бензопилой (февраль 2022)                          | 47 лет и 4 месяца    | 9              |
| Мишка Йоги                 | Привет, я — медведь Йоги (июнь 1964)                          | Медведь Йоги (декабрь 2010)                                        | 46 лет и 6 месяцев   | 7              |
| Looney Tunes               | Багз Банни: Суперзвезда (декабрь 1975)                        | Король Твити (июнь 2022)                                           | 46 лет и 5 месяцев   | 11             |
| Рокки                      | Рокки (ноябрь 1976)                                           | Крид 3 (март 2023)                                                 | 46 лет и 3 месяца    | 9              |
| Super Sentai               | Секретный отряд Горейнджеры (1975)                            | Kamen Rider Saber + Kikai Sentai Zenkaiger: Superhero Senki (2021) | 46 лет               | 61             |
| Человек-паук               | Человек-паук (сентябрь 1977)                                  | Человек-паук: Паутина вселенных (июнь 2023)                        | 45 лет и 8 месяцев   | 18             |
| Lupin III                  | Lupin III: Странная психокинетическая стратегия (август 1974) | Lupin III: Первый (декабрь 2019)                                   | 45 лет и 4 месяца    | 43             |
| Чужой                      | Чужой (май 1979)                                              | Чужой: Ромул (август 2024)                                         | 45 лет и 3 месяца    | 7              |
| Розовая пантера            | Розовая пантера (декабрь 1963)                                | Розовая пантера 2 (февраль 2009)                                   | 45 лет и 2 месяца    | 12             |
| Банда Ольсена              | Банда Ольсена (октябрь 1968)                                  | У банды Ольсена крупные неприятности (октябрь 2013)                | 45 лет               | 17             |
| Хэллоуин                   | Хэллоуин (октябрь 1978)                                       | Хэллоуин заканчивается (октябрь 2022)                              | 44 года              | 13             |
| Скуби-Ду                   | Скуби-Ду едет в Голливуд (декабрь 1979)                       | Скуби-Ду! и Крипто тоже! (сентябрь 2023)                           | 43 года и 9 месяцев  | 48             |
| Джо из гроба               | В полночь я возьму твою душу (ноябрь 1964)                    | Реинкарнация демона (август 2008)                                  | 43 года и 9 месяцев  | 3              |
| Сказки для всех            | Рождественский марсианин (1971)                               | Лига преступников (2014)                                           | 43 года              | 24             |
| Звёздные войны             | Звёздные войны. Эпизод IV: Новая надежда (май 1977)           | Звёздные войны: Скайуокер. Восход (декабрь 2019)                   | 42 года и 7 месяцев  | 12             |
| Маппеты                    | Маппеты (май 1979)                                            | Маппеты: Особняк с привидениями (октябрь 2021)                     | 42 года и 5 месяцев  | 14             |
| Индиана Джонс              | Индиана Джонс: В поисках утраченного ковчега (июнь 1981)      | Индиана Джонс и Колесо судьбы (июнь 2023)                          | 42 года              | 5              |
| Детектив Фелуда            | Золотая крепость (декабрь 1974)                               | Двойной Фелуда (декабрь 2016)                                      | 42 года              | 11             |
| Винни-Пух                  | Приключения Винни (март 1977)                                 | Кристофер Робин (август 2018)                                      | 41 год и 5 месяцев   | 15             |
| Ночь живых мертвецов       | Ночь живых мертвецов (октябрь 1968)                           | Выживание мертвецов (сентябрь 2009)                                | 40 лет и 11 месяцев  | 6              |
| Дораэмон                   | Дораэмон: Динозавр Нобиты (март 1980)                         | Дораэмон: Останься со мной 2 (ноябрь 2020)                         | 40 лет и 8 месяцев   | 40             |
| Гамера                     | Гамера (ноябрь 1965)                                          | Гамера: Маленькие герои (апрель 2006)                              | 40 лет и 5 месяцев   | 12             |
| Мотра                      | Мотра (июль 1961)                                             | Годзилла, Мотра, Кинг Гидора: Монстры атакуют (декабрь 2001)       | 40 лет и 5 месяцев   | 11             |

### Дополнительный список «по продолжительности»
Ниже указаны несколько известных серий фильмов, которые длились 20—40 лет.
| Франшиза               | Первый фильм (год выхода)                                 | Последний фильм (год выхода)                                   | Продолжительность   | Кол-во фильмов |
| ---------------------- | --------------------------------------------------------- | -------------------------------------------------------------- | ------------------- | -------------- |
| Ужас Амитивилля        | Ужас Амитивилля (июль 1979)                               | Убийства в Амитивилле (февраль 2019)                           | 39 лет и 7 месяцев  | 11             |
| Психо                  | Психо (июнь 1960)                                         | Психо (декабрь 1998)                                           | 38 лет и 5 месяцев  | 6              |
| Средиземье             | Хоббит (ноябрь 1977)                                      | Хоббит: Битва пяти воинств (декабрь 2014)                      | 37 лет и 1 месяц    | 9              |
| Трансформеры           | Трансформеры (август 1986)                                | Трансформеры: Восхождение Звероботов (июнь 2023)               | 36 лет и 10 месяцев | 8              |
| Звёздный путь          | Звёздный путь (декабрь 1979)                              | Стартрек: Бесконечность (июль 2016)                            | 36 лет и 7 месяцев  | 13             |
| Дети кукурузы          | Дети кукурузы (март 1984)                                 | Дети кукурузы (октябрь 2020)                                   | 36 лет и 7 месяцев  | 11             |
| Филип Марлоу           | Сокол и большая афера (май 1942)                          | Вечный сон (март 1978)                                         | 35 лет и 10 месяцев | 10             |
| Мой маленький пони     | Мой маленький пони (июнь 1986)                            | Мой маленький пони: Новое поколение (сентябрь 2021)            | 35 лет и 3 месяца   | 5              |
| Хищник                 | Хищник (июнь 1987)                                        | Добыча (июль 2022)                                             | 35 лет и 1 месяц    | 5              |
| Восставший из ада      | Восставший из ада (сентябрь 1987)                         | Восставший из ада (октябрь 2022)                               | 35 лет и 1 месяц    | 11             |
| Терминатор             | Терминатор (октябрь 1984)                                 | Терминатор: Тёмные судьбы (ноябрь 2019)                        | 35 лет и 1 месяц    | 6              |
| Черепашки-ниндзя       | Черепашки-ниндзя (март 1990)                              | Черепашки-ниндзя: Погром мутантов (август 2023)                | 33 года и 5 месяцев | 7              |
| Повелитель кукол       | Повелитель кукол (октябрь 1989)                           | Повелитель кукол: Доктор Смерть (октябрь 2022)                 | 33 года             | 15             |
| Каникулы               | Каникулы (июль 1983)                                      | Каникулы (июль 2015)                                           | 32 года             | 6              |
| Дрожь земли            | Дрожь земли (январь 1990)                                 | Дрожь земли: Остров крикуна (октябрь 2020)                     | 30 лет и 9 месяцев  | 7              |
| Детские игры           | Детские игры (ноябрь 1988)                                | Детские игры (июнь 2019)                                       | 30 лет и 8 месяцев  | 8              |
| Вой                    | Вой (март 1981)                                           | Вой: Перерождение (октябрь 2011)                               | 30 лет и 7 месяцев  | 8              |
| Король Лев             | Король Лев (июнь 1994)                                    | Муфаса: Король Лев (декабрь 2024)                              | 30 лет и 6 месяцев  | 5              |
| Том и Джерри           | Том и Джерри: Фильм (октябрь 1992)                        | Том и Джерри: Страна снеговиков (ноябрь 2022)                  | 30 лет и 1 месяц    | 17             |
| Омен                   | Омен (июнь 1976)                                          | Омен (июнь 2006)                                               | 30 лет              | 5              |
| Парк юрского периода   | Парк юрского периода (июнь 1993)                          | Мир юрского периода: Господство (июнь 2022)                    | 29 лет              | 6              |
| Оно                    | Оно (ноябрь 1990)                                         | Оно 2 (сентябрь 2019)                                          | 28 лет и 10 месяцев | 3              |
| Пятница, 13-е          | Пятница, 13-е (май 1980)                                  | Пятница, 13-е (февраль 2009)                                   | 28 лет и 9 месяцев  | 12             |
| View Askewniverse      | Клерки (октябрь 1994)                                     | Клерки 3 (сентябрь 2022)                                       | 27 лет и 11 месяцев | 9              |
| Табу                   | Табу (март 1980)                                          | Табу 23 (декабрь 2007)                                         | 27 лет и 9 месяцев  | 23             |
| Земля до начала времён | Земля до начала времён (ноябрь 1988)                      | Земля до начала времён 14: Путешествие Храброго (февраль 2016) | 27 лет и 3 месяца   | 14             |
| Звонок                 | Звонок: Полная версия (август 1995)                       | Садако DX (октябрь 2022)                                       | 27 лет и 2 месяца   | 15             |
| Миссия невыполнима     | Миссия невыполнима (май 1996)                             | Миссия невыполнима: Смертельная расплата, часть 1 (июль 2023)  | 27 года и 2 месяца  | 7              |
| Робокоп                | Робокоп (июль 1987)                                       | Робокоп (февраль 2014)                                         | 26 лет и 7 месяцев  | 4              |
| История игрушек        | История игрушек (ноябрь 1995)                             | Базз Лайтер (июнь 2022)                                        | 26 лет и 7 месяцев  | 6              |
| Крик                   | Крик (декабрь 1996)                                       | Крик 6 (март 2023)                                             | 26 лет и 3 месяца   | 6              |
| Детектив Конан         | Detective Conan: The Time Bombed Skyscraper (апрель 1997) | Detective Conan: Black Iron Submarine (апрель 2023)            | 26 лет              | 26             |
| Лепрекон               | Лепрекон (январь 1993)                                    | Лепрекон возвращается (декабрь 2018)                           | 25 лет и 11 месяцев | 8              |
| Рин Тин Тин            | Человек из Адской реки (май 1922)                         | Возвращение Рин Тин Тина (ноябрь 1947)                         | 25 лет и 6 месяцев  | 44             |
| Кошмар на улице Вязов  | Кошмар на улице Вязов (ноябрь 1984)                       | Кошмар на улице Вязов (апрель 2010)                            | 25 лет и 5 месяцев  | 9              |
| Уго Фантоцци           | Фантоцци (март 1975)                                      | Фантоцци 2000: Клонирование (декабрь 1999)                     | 24 года и 9 месяцев | 10             |
| Плохие парни           | Плохие парни (апрель 1995)                                | Плохие парни навсегда (январь 2020)                            | 24 года и 9 месяцев | 3              |
| Крепкий орешек         | Крепкий орешек (июль 1988)                                | Крепкий орешек: Хороший день, чтобы умереть (февраль 2013)     | 24 года и 7 месяцев | 5              |
| Матрица                | Матрица (март 1999)                                       | Матрица: Воскрешение (декабрь 2021)                            | 22 года и 9 месяцев | 4              |
| Бетховен               | Бетховен (апрель 1992)                                    | Сокровища Бетховена (октябрь 2014)                             | 22 года и 6 месяцев | 8              |
| Покемон                | Покемон: Фильм первый (июль 1998)                         | Покемон: Секреты джунглей (декабрь 2020)                       | 22 года и 5 месяцев | 24             |
| One Piece              | One Piece (март 2000)                                     | One Piece Film: Red (август 2022)                              | 22 года и 5 месяцев | 15             |
| Шёпот стен             | Шёпот стен (май 1998)                                     | Шёпот стен 6 (июль 2020)                                       | 22 года и 2 месяца  | 6              |
| Дорога в…              | Дорога в Сингапур (март 1940)                             | Дорога в Гонконг (март 1962)                                   | 22 года             | 7              |
| Люди в чёрном          | Люди в чёрном (июль 1997)                                 | Люди в чёрном: Интернэшнл (июнь 2019)                          | 21 год и 11 месяцев | 4              |
| Форсаж                 | Форсаж (июнь 2001)                                        | Форсаж 10 (май 2023)                                           | 21 год и 11 месяцев | 11             |
| Шрек                   | Шрек (май 2001)                                           | Кот в сапогах: Последнее желание (декабрь 2022)                | 21 год и 7 месяцев  | 6              |
| Digimon                | Digimon Adventure (март 1999)                             | Digimon Adventure: Last Evolution Kizuna (февраль 2020)        | 20 лет и 11 месяцев | 19             |
| Ганнибал Лектер        | Охотник на людей (август 1986)                            | Ганнибал: Восхождение (февраль 2007)                           | 20 лет и 6 месяцев  | 5              |
| Волшебный мир          | Гарри Поттер и философский камень (ноябрь 2001)           | Фантастические твари: Тайны Дамблдора (апрель 2022)            | 20 лет и 5 месяцев  | 11             |
| Универсальный солдат   | Универсальный солдат (июль 1992)                          | Универсальный солдат 4 (октябрь 2012)                          | 20 лет и 3 месяца   | 6              |
| Люди Икс               | Люди Икс (июль 2000)                                      | Новые мутанты (август 2020)                                    | 20 лет и 1 месяц    | 13             |